# Patrick Woodroffe
Patrick James Woodroffe (* 27. Oktober 1940 in Halifax, West Yorkshire; † 10. Mai 2014) war ein britischer Künstler, der vor allem mit seiner Fantasy- und Science-Fiction-Kunst bekannt wurde, wobei seine Bilder starke Anklänge zum Surrealismus aufweisen. Bekanntheit hat er vor allem durch die Zusammenarbeit mit  Musikern und Bands und Illustrationen für Bücher erlangt.

## Werdegang
Woodroffe wurde 1940 in West Yorkshire als Sohn eines Elektroingenieurs geboren. 1964 erwarb er einen Hochschulabschluss in Französisch und Deutsch an der University of Leeds, bevor er sich stärker der Kunst zuwandte, was zu einer ersten Ausstellung mit Bleistift- und Tintenzeichnungen im Institute of Contemporary Arts in London führte. Erst 1972 wandte er sich dann ganz der Kunst zu und verbuchte eine erste Ausstellung seiner Gemälde, Zeichnungen, Radierungen und verwandter Kunstwerke in der Covent Garden Gallery in London.
Der Durchbruch gelang ihm, als er zwischen 1973 und 1976 für den Corgi-Verlag ungefähr 90 Buchumschläge illustrierte, darunter Peter Valentine Timletts The Seedbearers (1975) und Roger Zelaznys Nine Princes in Amber (1974). Gleichzeitig erhielt er erste Aufträge zur Gestaltung von Plattenhüllen, unter anderem für Judas Priests Album Sad Wings of Destiny (1976). Dies führte 1976 zu einer Ausstellung von ihm gestalteter Buch- und Plattencover in Mel Calmans Workshop Gallery in London. Im selben Jahr erschien das Kinderbuch Micky's New Home mit Illustrationen von Woodroffe und das Buch The Adventures of Tinker the Hole Eating Duck. 1978 schloss sich eine Ausstellung mit mehr als 200 Werken in der historischen Piece Hall in Halifax an.
1979 schuf Woodroffe die aufwendigen Illustrationen für das Album The Pentateuch of the Cosmogony: The Birth and Death of a World, ein gemeinsames Projekt mit dem früheren Colosseum-Keyboarder Dave Greenslade. Das Album bestand aus einer Doppel-LP von Greenslade und einem 47-seitigen Buch mit Woodroffes Illustrationen. Zwischen 1979 und 1984 konnten mehr als 50.000 Exemplare abgesetzt werden. Die Illustrationen wurden 1979 auch auf der World Science Fiction Convention in Brightons Metropole Hotel ausgestellt. 1983 gestaltete er dann das Cover für das Debütalbum der Neo-Progressive-Band Pallas, deren Logos er ebenfalls schuf. Im Folgejahr steuerte er das Artwork für Mike Batts 1984 musikalische Bearbeitung von Lewis Carrolls Gedicht The Hunting of the Snark bei.
Woodroffe starb nach längerer Erkrankung am 10. Mai 2014.